# Maestro (futbolista)
António Simão Muanza (Luanda, 4 de agosto de 2003) es un futbolista angoleño que juega como centrocampista en el Alanyaspor de la Superliga de Turquía.

## Trayectoria
Es canterano de la Academia de Futebol de Angola. Se unió al C. F. Estrela da Amadora en enero de 2022.
 Hizo su debut profesional el 18 de enero de 2022 en un empate 2-2 contra el C. D. Mafra.
En julio de 2022 se incorporó al S. L. Benfica "B" con un contrato de cuatro años hasta 2026.

## Selección nacional
Es internacional juvenil con Angola. Representó a Angola en la Copa Africana de Naciones Sub-17 2019 y la Copa Mundial de Fútbol Sub-17 de 2019.

## Estadísticas

### Clubes
Actualizado al último partido disputado el 17 de diciembre de 2023.
| Club                              | Div.          | Temporada     | Liga  | Liga  | Copas nacionales | Copas nacionales | Copas internacionales | Copas internacionales | Total | Total |
| Club                              | Div.          | Temporada     | Part. | Goles | Part.            | Goles            | Part.                 | Goles                 | Part. | Goles |
| --------------------------------- | ------------- | ------------- | ----- | ----- | ---------------- | ---------------- | --------------------- | --------------------- | ----- | ----- |
| C. F. Estrela da Amadora Portugal | 2.ª           | 2021-22       | 9     | 0     | 0                | 0                | —                     | —                     | 9     | 0     |
| C. F. Estrela da Amadora Portugal | Total club    | Total club    | 9     | 0     | 0                | 0                | 0                     | 0                     | 9     | 0     |
| S. L. Benfica "B" Portugal        | 2.ª           | 2022-23       | 17    | 0     | —                | —                | —                     | —                     | 17    | 0     |
| S. L. Benfica "B" Portugal        | 2.ª           | 2023-24       | 9     | 3     | —                | —                | —                     | —                     | 9     | 3     |
| S. L. Benfica "B" Portugal        | Total club    | Total club    | 26    | 3     | 0                | 0                | 0                     | 0                     | 26    | 3     |
| Total carrera                     | Total carrera | Total carrera | 35    | 3     | 0                | 0                | 0                     | 0                     | 35    | 3     |